# Hrómundur Þórisson
Hrómundur Þórisson (Thorisson, n. 824) fue un explorador vikingo y uno de los primeros colonos de Borgarfjörður. Era hijo de Þórir Gunnlaugsson (n. 796), y junto a su hermano Grímur háleyski Þórisson, crecieron como hermanos adoptivos de Ingimundur Þorsteinsson. Su hijo Gunnlaugur Hrómundsson sería el abuelo del escaldo Gunnlaugr Ormstunga.
Hrómundur aparece citado en la saga de Grettir, saga de Egil Skallagrímson, saga Eyrbyggja, y Saga de Hænsna-Þóris.